# Aïn Bouyahia
Aïn Bouyahia est une commune de la wilaya de Aïn Defla en Algérie.